# Hello (Turn Your Radio On)
Hello (Turn Your Radio On) – singel Shakespears Sister z płyty Hormonally Yours wydany w listopadzie 1992. Jak większość singli z tej płyty został wydany jako dwupak i zawierał dwa remiksy utworu oraz remix „Stay”.
„Hello” to ostatni hit powstały we współpracy z Marcellą Detroit. Następny singel „My 16th Apology” został wydany tuż po Brit Awards, po których rozpad zespołu stał się oczywisty.

## Słowa
Jest jednym z ulubionych utworów Siobhan Fahey, która napisała słowa. Utwór ten różni się od pozostałych na płycie. Jest bardziej osobisty i sarkastyczny.

## Teledysk
Czarno-biała forma teledysku została zaczerpnięta z filmu z lat 50. Na początku widać dłoń otwierającą parę drzwi prowadzącą do pokoju, w którym pośród różnych przedmiotów siedzą Siobhan i Marcella. W pewnym momencie trzymają na kolanach prosiaki.
Teledysk został wyreżyserowany przez Sophie Muller i znajduje się także na wydaniu DVD The Best of Shakespears Sister.

## Inne wersje
- Mothernight – rock
- The Bates – heavy metal
- Queensberry – pop